# Дарем (Канзас)
Дарем (англ. Durham) — місто (англ. city) в США, в окрузі Меріон штату Канзас. Населення — 89 осіб (2020).

## Географія
Дарем розташований за координатами 38°29′6″ пн. ш. 97°13′38″ зх. д. / 38.48500° пн. ш. 97.22722° зх. д. (38.484884, -97.227218).  За даними Бюро перепису населення США в 2010 році місто мало площу 0,52 км², уся площа — суходіл.

## Демографія
Згідно з переписом 2010 року, у місті мешкало 112 осіб у 48 домогосподарствах у складі 34 родин. Густота населення становила 215 осіб/км².  Було 65 помешкань (125/км²).
Расовий склад населення:
| - 99,1 % — білих |

До двох чи більше рас належало 0,0 %. Частка іспаномовних становила 4,5 % від усіх жителів.
За віковим діапазоном населення розподілялося таким чином: 20,5 % — особи молодші 18 років, 55,4 % — особи у віці 18—64 років, 24,1 % — особи у віці 65 років та старші. Медіана віку мешканця становила 47,0 року. На 100 осіб жіночої статі у місті припадало 107,4 чоловіків;  на 100 жінок у віці від 18 років та старших — 102,3 чоловіків також старших 18 років.
Середній дохід на одне домашнє господарство  становив 46 929 доларів США (медіана — 40 938), а середній дохід на одну сім'ю — 51 885 доларів (медіана — 43 000). Медіана доходів становила 50 000 доларів для чоловіків та 20 625 доларів для жінок. За межею бідності перебувало 21,7 % осіб, у тому числі 48,1 % дітей у віці до 18 років та 0,0 % осіб у віці 65 років та старших.
Цивільне працевлаштоване населення становило 40 осіб. Основні галузі зайнятості: мистецтво, розваги та відпочинок — 22,5 %, освіта, охорона здоров'я та соціальна допомога — 20,0 %, транспорт — 17,5 %.